# Новоселовка (Шортандинський район)
Новосе́ловка (каз. Новосёловка) — село у складі Шортандинського району Акмолинської області Казахстану. Адміністративний центр Новоселовського сільського округу.
Населення — 757 осіб (2021; 860 у 2009, 936 у 1999, 949 у 1989).
Національний склад станом на 1989 рік:
- росіяни — 43 %.